# 塔拉卡卡峰
塔拉卡卡峰（英語：Tarakäkä Peak），是南極洲的山峰，它位於羅斯島，處於安利峰東北面2.4公里，屬於凱爾山的一部分，海拔高度約700米，由新西蘭地理委員會命名，現時由南極條約體系管理。